# Liolaemus pantherinus
Espèce
Synonymes
- Liolaemus islugensis Ortiz & Marquet, 1987

Liolaemus pantherinus est une espèce de sauriens de la famille des Liolaemidae.

## Répartition
Cette espèce se rencontre :
- au Chili ;
- en Bolivie dans les départements de Cochabamba et d'Oruro ;
- au Pérou.

## Description
C'est un saurien vivipare.

## Publication originale
- Pellegrin, 1909 : Description de cinq lézards nouveaux des hauts-plateaux du Pérou et de la Bolivie, appartenant au genre Liolaemus. Bulletin du Muséum national d'histoire naturelle, vol. 15, p. 324-329 (texte intégral).